# Notts County Ladies FC
Notts County Ladies Football Club was de vrouwenvoetbaltak van het Engelse Notts County FC uit Nottingham. Van 2011 tot 2016 speelden ze in de Women's Super League, het hoogste niveau van vrouwenvoetbal in Engeland, maar net voor de start van de gehalveerde editie 2017 legde de club de boeken neer.

## Geschiedenis
De club werd opgericht als Lincoln Ladies FC in 1995 en promoveerde vijf keer in zes seizoenen tot ze in 2002 de Northern Division van de Women's Premier League (toen niveau twee) bereikte. Daar bleef Notts County acht seizoenen lang, waarvan de laatste vier telkens in een tweede plaats resulteerden. In 2008 werd de naam van de club door een sponsordeal ook uitgebreid tot OOH Lincoln Ladies.
Met de competitiehervorming in 2011 werd de Women's Super League het nieuwe hoogste niveau, boven de Premier League. De selectiecriteria voor de nieuwe liga waren niet enkel sportief, en zodoende kon Lincoln als nummer twee op het tweede niveau toch promoveren, ten nadele van Premier League-ploegen Leeds Carnegie, Sunderland, Blackburn Rovers, Millwall, Watford en Nottingham Forest.
Voor het seizoen 2014 verhuisde Lincoln naar Nottingham en verbond zich - zoals dat in de WSL verplicht is - aan een mannenclub: Notts County. De club bleef met een vierde, twee vijfde en drie zesde plaatsen in de middenmoot van het hoogste niveau hangen. Twee dagen voor de start van de editie 2017 maakte de club echter bekend dat ze wegens te veel schulden aan de Britse belastingdienst de boeken neerlegt.

## Stadion
In 2002-03 was de club de eerste damesclub die een heel seizoen in een Football League-stadion speelde: dat gebeurde op Sincil Bank, het stadion van Lincoln City FC. Daarna verhuisde de club naar het Station Road-stadion in Collingham en Ashby Avenue in Lincoln, om in 2013 weer op Sincil Bank terecht te komen. Van 2014 tot het einde in 2017 speelde de club op Meadow Lane in Nottingham.

## Resultaten

### Seizoenen WSL
| Seizoen | Resultaat |
| ------- | --------- |
| 2011    | 4e        |
| 2012    | 5e        |
| 2013    | 6e        |
| 2014    | 6e        |
| 2015    | 5e        |
| 2016    | 6e        |